# La vita erotica dei superuomini
La vita erotica dei superuomini  è il quinto romanzo di Marco Mancassola. Pubblicato nel 2008 da Rizzoli Editore, il romanzo, suddiviso in quattro libri e un epilogo finale, è uno spaccato della fine di un'epoca, quella dei supereroi. Un approccio intimo e a tratti scabroso nella vita privata di glorie del passato ormai celebrate soltanto come pezzi da museo, da esporre di tanto in tanto per suscitare nostalgia e accrescere gli ascolti; supereroi che non dovrebbero necessitare di nulla, ritratti come vittime di solitudine e mancanza d'amore ed è proprio la ricerca, a tratti ossessiva e ossessionante, dell'amore rinnegato e ripudiato, sottovalutato e schernito che diventa un rischio mortale per questi glorie del passato ormai invecchiate e rassegnate.

## Trama
In una New York travolgente e iperattiva i gloriosi supereroi del passato (sfilano a turno Mr. Fantastic, Batman, Mystica nel ruolo di protagonisti) sono il bersaglio di eclatanti omicidi, possibilmente ad opera di un gruppo di fanatici, per non meglio precisati motivi. Unico legame fra gli omicidi, dei sentimentali biglietti d'addio inviati agli obiettivi degli attentati. Bruce De Villa, un giornalista di origine italiana, scrive di questi omicidi, di quello che sembra il colpo d'accetta per staccarsi definitivamente da un'epoca fatta di altri valori, altre intenzioni, altri eroi.